# Juniorvärldsmästerskapen i alpin skidsport 2012
Juniorvärldsmästerskapen i alpin skidsport 2012 avgjordes i Roccaraso i L'Aquila, Italien under perioden 1-9 mars 2012 och var det 31:a världsmästerskapet för juniorer. JVM 2012 var öppet för åkare som var födda mellan 1992 och 1996. Det var sjätte gången som Italien arrangerade mästerskapen. Nytt för det här mästerskapet var att det även avgjordes en lagtävling som Slovenien vann före Italien och Schweiz.
På grund av ihållande dimma så kunde inte damernas störtlopp avgöras, vilket även påverkade kombinationen som istället räknade in resultatet från super-G.

## Medaljligan
| Placering | Nation    | Guld | Silver | Brons | Totalt |
| 1         | Norge     | 4    | 3      | 1     | 8      |
| 2         | USA       | 2    | 0      | 0     | 2      |
| 3         | Schweiz   | 1    | 3      | 4     | 8      |
| 4         | Slovenien | 1    | 0      | 2     | 3      |
| 5         | Österrike | 1    | 0      | 1     | 2      |
| 6         | Finland   | 1    | 0      | 0     | 1      |
| 7         | Sverige   | 0    | 2      | 0     | 2      |
| 8         | Italien   | 0    | 1      | 0     | 1      |
| 8         | Tyskland  | 0    | 1      | 0     | 1      |
| 10        | Frankrike | 0    | 0      | 1     | 1      |
| 10        | Slovakien | 0    | 0      | 1     | 1      |
|           | Totalt    | 10   | 10     | 10    | 30     |

## Resultat Damer
| Datum       | Plats              | Disciplin   | Guld                       | Silver                     | Brons                      |
| 1 mars 2012 | Roccaraso, Italien | Slalom      | Stephanie Brunner          | Paulina Grassl             | Petra Vlhová               |
| 3 mars 2012 | Roccaraso, Italien | Storslalom  | Ragnhild Mowinckel         | Sara Hector                | Adeline Baud               |
| 6 mars 2012 | Roccaraso, Italien | Super-G     | Annie Winquist             | Joana Hählen               | Ragnhild Mowinckel         |
| 8 mars 2012 | Roccaraso, Italien | Störtlopp   | Inställd på grund av dimma | Inställd på grund av dimma | Inställd på grund av dimma |
| 8 mars 2012 | Roccaraso, Italien | Kombination | Ragnhild Mowinckel         | Annie Winquist             | Corinne Suter              |

## Resultat Herrar
| Datum       | Plats              | Disciplin   | Guld                 | Silver               | Brons           |
| 2 mars 2012 | Roccaraso, Italien | Störtlopp   | Ryan Cochran-Siegle  | Ralph Weber          | Nils Mani       |
| 3 mars 2012 | Roccaraso, Italien | Super-G     | Ralph Weber          | Nils Mani            | Johannes Strolz |
| 7 mars 2012 | Roccaraso, Italien | Storslalom  | Henrik Kristoffersen | Thomas Dressen       | Žan Kranjec     |
| 9 mars 2012 | Roccaraso, Italien | Slalom      | Santeri Paloniemi    | Henrik Kristoffersen | Reto Schmidiger |
| 9 mars 2012 | Roccaraso, Italien | Kombination | Ryan Cochran-Siegle  | Henrik Kristoffersen | Žan Kranjec     |

## Resultat Lagtävling
| Datum       | Plats              | Disciplin      | Guld                                                   | Silver                                                               | Brons                                                                     |
| 5 mars 2012 | Roccaraso, Italien | Nationstävling | Slovenien Ula Hafner Žan Kranjec Ana Bucik Mišel Žerak | Italien Karoline Pichler Giordano Ronci Nicole Agnelli Alex Zingerle | Schweiz Jasmina Suter Luca Aerni Andrea Ellenberger Bernhard Niederberger |